# Mark Tushnet

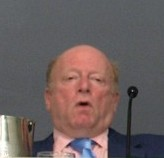
Mark Tushnet (2009)

Mark Victor Tushnet (* 18. November 1945) ist ein US-amerikanischer Jurist, Hochschullehrer und Bürgerrechtler.

## Leben
Tushnet studierte bis 1967 an der Harvard Law School und bis 1971 an der Yale Law School.
Mark Tushnet ist faculty member an der University of Wisconsin–Madison und dozierte viele Jahre am Georgetown University Law Center.
Er war wissenschaftlicher Mitarbeiter von Thurgood Marshall, dem ersten afroamerikanischen Richter am Obersten Gerichtshof der USA und ist William Nelson Cromwell Professor of Law an der Harvard Law School. 
Aktuell beschäftigt er sich mit der Kriminalisierung der Lüge und den Auswüchsen der Redefreiheit in den Vereinigten Staaten.
2002 wurde er in die American Academy of Arts and Sciences gewählt.

### Privatleben
Tushnet ist mit Elizabeth Alexander verheiratet, welche das National Prison Project der American Civil Liberties Union leitet. Tochter Rebecca ist Juraprofessorin am Georgetown University Law Center, Tochter Eve ist konservative Schriftstellerin und Journalistin.

## Bücher
1. The New Constitutional Order (Prininceton U. Press 2003).
2. The Oxford Handbook of Legal Studies (Peter Cane & Mark V. Tushnet eds., Oxford U. Press 2003).
3. Defining the Field of Comparative Constitutional Law (Vicki C. Jackson & Mark Tushnet eds., Praeger 2002).
4. And L. Michael Seidman et al., Constitutional Law (Little, Brown and Co. 4th ed. 2001).
5. Et al., Federal Courts in the 21st Century: Cases and Materials (LexisNexis 2001).
6. Marshall, Thurgood; Tushnet, Mark V. (Editor); and Kennedy, Randall (Forward by).: [[Thurgood Marshall]]: His Speeches, Writings, Arguments, Opinions and Reminiscences. Chicago: Chicago Review Press, Incorporated -- Lawrence Hill Books, 2001, ISBN 9781556523861.
7. Making Constitutional Law: Thurgood Marshall and the Supreme Court, 1961-1991 (1997).
8. Brown v. Board of Education: The Battle for Integration (1995).
9. The Warren Court in Historical and Political Perspective (Mark V. Tushnet ed., 1993).
10. Making Civil Rights Law: Thurgood Marshall and the Supreme Court, 1956-1961 (1994).
11. The NAACP's Legal Strategy Against Segregated Education, 1925-1950 (1987).
12. The American Law of Slavery, 1810-1860: Considerations of Humanity and Interest (1981).
13. And L. Michael Seidman et al., Constitutional Law (Little, Brown and Co. Supp. 1986, 1988, 1990, 1991, 2d ed. 1991, Supp. 1992, 1995, 1996, 3d ed. 1996, Supp. 1998, 4th ed. 2001).
14. And Vicki C. Jackson, Comparative Constitutional Law (Foundation Press 1999).
15. Taking the Constitution Away From the Courts (Princeton University Press 1999), excerpted in Great Cases in Constitutional Law (Robert P. George ed., Princeton University Press, 2000) (reprinting chapter 1 in substance). Symposium of Commentaries on this book: 34 University of Richmond Law Review 359-566 (2000).
16. And L. Michael Seidman et al., Teacher's Manual to The First Amendment (Aspen Law & Business 1999).
17. And Francisco Forrest Martin, The Rights International Companion to Constitutional Law: An International Human Rights Law Supplement (Kluwer Law International 1999).
18. And L. Michael Seidman, Remnants of Belief: Contemporary Constitutional Issues (Oxford University Press 1996).
19. Constitutional Issues: The Death Penalty (Facts On File, Inc. 1994).
20. Constitutional Law (International Library of Essays in Law & Legal Theory) (Mark V. Tushnet, ed., New York University Press 1992).
21. Comparative Constitutional Federalism: Europe and America (Mark V. Tushnet ed., Greenwood Press 1990).
22. Central America and the Law: The Constitution, Civil Liberties, and the Courts (South End Press 1988).
23. Red, White, and Blue: A Critical Analysis of Constitutional Law (Harvard University Press 1988).
24. I Dissent: Great Opposing Opinions in Landmark Supreme Court Cases, (Malaysia: Beacon Press, pp. 256, 2008)
25. Out of Range: Why the Constitution Can't End the Battle over Guns (Inalienable Rights).
26. A Court Divided: The Rehnquist Court and the Future of Constitutional Law (W.W. Norton & Company 2005)